# Mindahan Kidul
Mindahan Kidul is een bestuurslaag in het regentschap Jepara van de provincie Midden-Java, Indonesië. Mindahan Kidul telt 6383 inwoners (volkstelling 2010).